# Cinema Fèmina
El Cinema Fèmina és una obra de Tortosa protegida com a Bé Cultural d'Interès Local.

## Descripció
Edifici cantoner de planta rectangular amb tres façanes, dues de les quals (lateral i posterior) són cegues. Situat al límit de l'eixample, darrere ell s'alça un turó dominat per les antigues fortificacions, al peu de les quals comencen els barris vells. La façana principal es compon d'una ampla porta d'accés sobre la qual avança una gran tribuna centrada que ocupa, en alçada, la resta de l'edifici, amb alts finestrals a la segona planta, rematats per ornaments. A ambdós costats els paraments són de rajola vista amb un buit seguit en alçada, envidrat per il·luminar les escales que accedeixen a l'amfiteatre.
L'interior també presenta determinats elements decoratius al sostre, platea i amfiteatre.

## Història
Va ser una sala d'exhibició cinematogràfica ubicada al carrer de Teodor González de Tortosa. Va obrir les portes l'any 1943 i les va tancar el 1996. L'edifici, catalogat com a bé d'interès cultural, és obra de l'arquitecte José María Franquet Martínez.
Abans de la Guerra Civil hi havia al mateix solar el cinema Benet, edifici sense cap singularitat, que fou enderrocat per una bomba. Obra de la immediata postguerra, com reflecteix la seva arquitectura.